# Dolophilodes scopulus
Dolophilodes scopulus är en nattsländeart som beskrevs av Oliver S. Flint Jr. 1983. Dolophilodes scopulus ingår i släktet Dolophilodes och familjen stengömmenattsländor. Inga underarter finns listade i Catalogue of Life.